# دومينغو زاباتا
دومينغو زاباتا (بالإنجليزية: Domingo Zapata)‏ هو رسام وكاتب ومصمم أزياء أمريكي، ولد في 22 ديسمبر 1974 في مدينة ميورقة في إسبانيا.